# Philippe Clement
Philippe Clement (22 de març de 1974) és un exfutbolista belga.

## Selecció de Bèlgica
Va formar part de l'equip belga a la Copa del Món de 1998.